# 卡西远志
卡西远志（学名：Polygala khasiana）为远志科远志属下的一个种。

## 扩展阅读
- 維基物種上的相關：卡西远志